# Меладзе, Павел Григорьевич
Павел Григорьевич Меладзе (груз. პაველ გრიგორიევიჩ მელაძე; 1898, с. Башкичети, Борчалинский уезд, Тифлисская губерния, Российская империя — 1937, Тбилиси, Грузинская ССР, СССР) — советский государственный и партийный деятель.

## Биография
Вступил в РСДРП после революции. Работал на партийных должностях. С мая 1929 по 1930 — ответственный секретарь Абхазского обкома КП(б) Грузии. После 1931 года занимал пост 2-го секретаря ЦК КП(б) Грузии, одновременно являлся членом Бюро ЦК КП(б) Грузии.
Был репрессирован, исключён из ВКП(б) в апреле 1937 года по причине личной дружбы с Леваном Гогоберидзе, Петром Агниашвили и Папулия Орджоникидзе.
Погиб в 1937 году.
Жил в Тбилиси на ул. Карганова (ныне — улица Лео Киачели), 25.